# Головна покоївка
«Головна покоївка» — це норвезька казка зібрана Петером Крістеном Асб'єрнсеном та Єрґеном Му в їхньому Norske Folkeeventyr. «Головна» означає «вища, кваліфікована». Єрґен Му записав казку від оповідачки Енн Годлід у Сельйорді під час короткого візиту восени 1842 року. Ендрю Ленг переклав казку англійською і включив її до своєї «Блакитної казкової книги» (1889). Пізніший переклад був зроблений Джорджем Дасентом у його «Популярних оповіданнях із півночі».
В Аарне–Томпсона тип 313. Серед інших цього типу — «Діти двох королів», «Водяна Ніксі», «Жан, солдат та Еулалія, дочка диявола», «Нікс Нічого» та «Пташка-знайди».

## Конспект
Наймолодший син короля вирушив шукати щастя, і його найняв велетень. Першого ранку велетень вийшов вивести своїх кіз на пасовище і наказав синові прибрати стайні й не заходити в жодну кімнату біля тієї, де він спав.

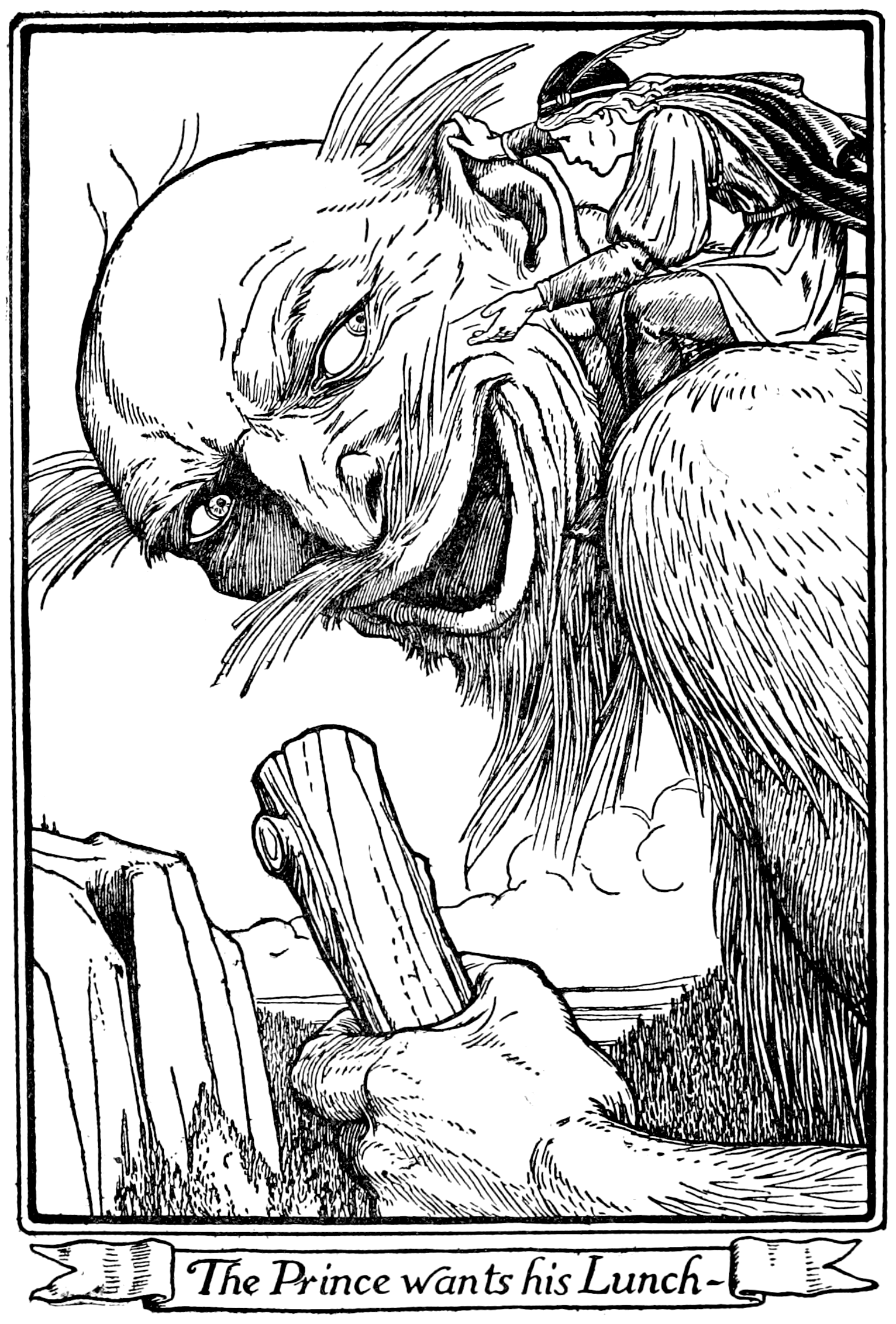
Принца несуть на плечах велетня. Ілюстрація до версії Джейкобса Джона Д. Баттена («Книга казок Європи», 1916).

Син не слухається і знаходить три горщики, що киплять без вогню, і один перетворює речі на мідь, другий на срібло, а третій на золото. Поминувши їх, він знаходить в одній кімнаті Головну покоївку. Вона попереджає його, що чистка стайні, як це роблять звичайні люди, змушує десять лопат летіти назад за кожну витягнуту лопату, але якщо він буде лопатою держаком, він зможе це зробити. Він розмовляє з нею цілий день, і вони погоджуються одружитися. Увечері він приступив до свого завдання. Він виявляє, що вона говорить правду, і досягає успіху. Велетень звинувачує його в розмові з Головною покоївкою, а принц це заперечує.
Наступного дня велетень наказує йому привести коня з пасовища. Головна покоївка попереджає його, що він дихає вогнем, але якщо він скористається бідою, що висить за дверима, у нього все вийде. Коли він це робить, велетень звинувачує його в тому, що він знову розмовляє з Головною покоївкою, а принц це заперечує.
На третій день велетень наказує йому піти в пекло і отримати податок на вогонь. Головна покоївка розповідає йому вказівки, і що він повинен попросити стільки, скільки зможе понести. Він дістає його, хоча чоловік, який дозволив йому, каже, що добре, що він не просив вантаж коня. Велетень звинувачує його в тому, що він знову розмовляє з Головною покоївкою, а принц це заперечує.
Четвертого дня велетень приводить його до Головної покоївки і наказує їй убити його і зробити з нього рагу. Потім лягає спати. Головна покоївка порізала палець і пустила три краплі крові на табурет. Потім вона кладе в сотейник всякого сміття і ставить тушкуватися. Взявши повну скриню золота, грудку солі, флягу з водою, золоте яблуко та двох золотих курчат, вона вирушає з принцом. Вони досягають моря і починають плисти ним.
Велетень тричі запитує, чи рагу робиться, а краплі крові відповідають йому. Третій каже, що це робиться. Велетень встає і намагається дещо, і розуміє, що зробила Головна покоївка.

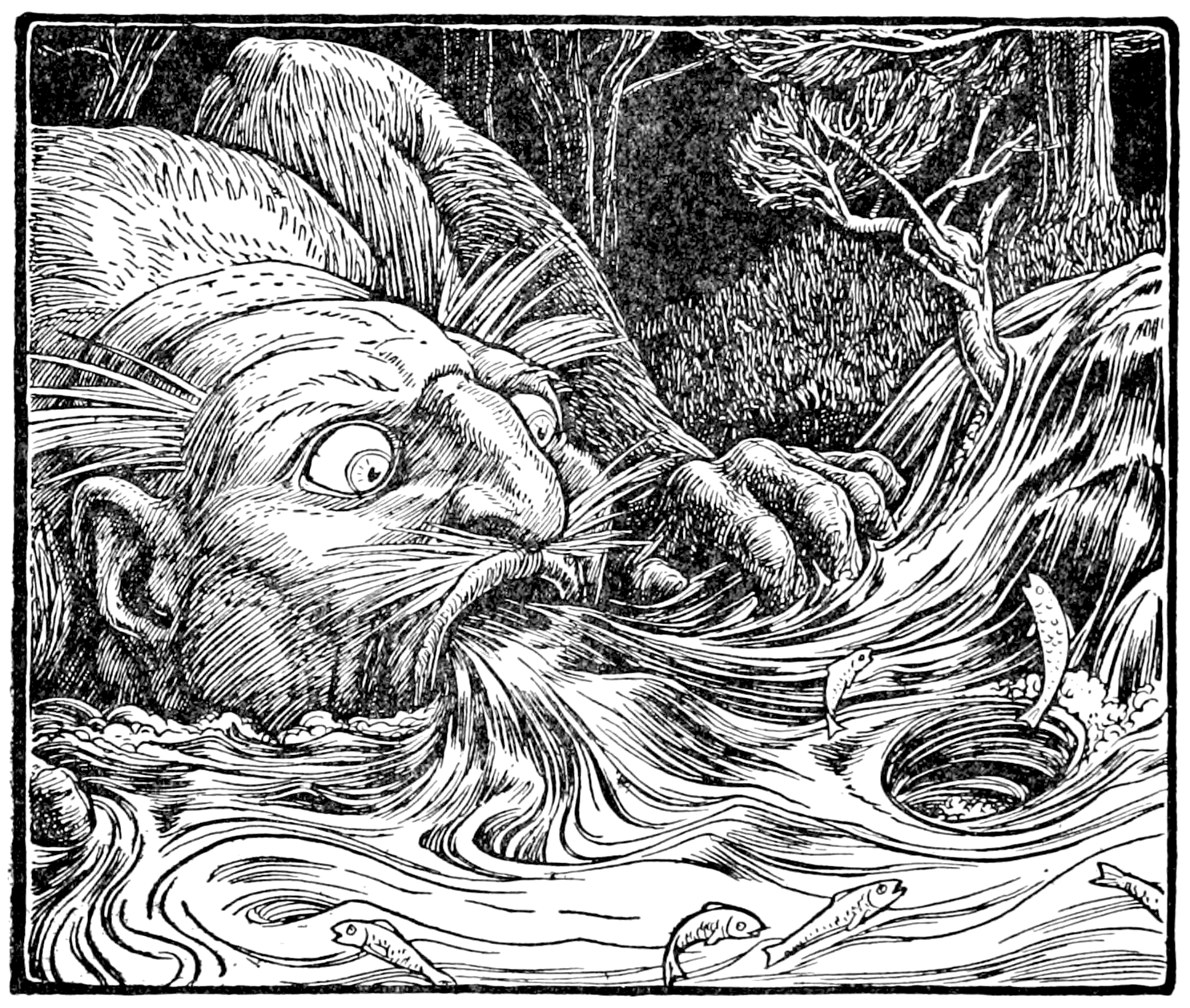
Велетень намагається випити море. Ілюстрація з версії Джейкобса, автор Джон Д. Баттен

Побачивши, як вони пливуть, він змушує чудовисько випити море, але Головна покоївка змушує принца кинути сіль, і вона перетворюється на гору, відсікаючи воду. Велетень посилає за чудовиськом, щоб воно пробило пагорб, але коли він досягає іншого берега, Головна покоївка наказує принцу наповнити океан, наливши туди флягу з водою. Монстр знову випиває його, але перш ніж велетень встигає зловити пару, вони досягають земель батька принца.
Принц не бажає, щоб вона заходила в замок його батька, і пропонує йому взяти карету і сімох, щоб повезти її. Вона каже, що він її забуде, а він каже, що ніколи. Вона змушує його пообіцяти, що він поїде прямо додому і приведе лише коней, ні з ким не розмовляючи і нічого не ївши.
Він знаходить весілля для одного зі своїх братів і береться за карету. Весільні гості, побачивши, що він не зайде, вийшли з їжею, а коли він збирався їхати, сестра молодої котить йому яблуко, а він надкушує його і забуває Головну покоївку.
Головна покоївка знаходить стару брудну хатину, де живе стара жінка. Вона каже, що почистить її, і кладе золото в горщик на вогонь. Золото вирує і золотить хату. Стара така налякана, що тікає, і там живе Головна покоївка.
Констебль знаходить її і хоче, щоб вона вийшла за нього заміж. Вона відправляє його за повним мішком золота, а потім каже, що має розпалити вогонь. Констебль каже, що він це зробить, і як тільки він отримає кочергу, вона каже, що він її триматиме, і вона триматиме його, і він цілу ніч буде лопатою над собою розжарене вугілля. І так він робить. Як тільки розвиднілося, і він нарешті зміг позбутися кочерги, він рушив у дорогу, наче за ним женеться пристав чи диявол.
Клерк знаходить її так само. Коли він приніс гроші, вона сказала, що має зачинити двері. Клерк каже, що так, і як тільки він візьме дверний засув, Головна покоївка каже, що він утримає його, і вона утримає його, і він ходитиме туди-сюди всю ніч. І так він робить.
Таким же чином її знаходить шериф. Коли він приніс гроші, вона каже, що має привести теля. Шериф каже, що так, і як тільки він схопить його за хвіст, Головна покоївка каже, що він буде тримати його, і воно триматиме його, і він подорожуватиме світом цілу ніч. І так він робить.
Наступного ранку її принц мав одружитися на сестрі нареченої, яка прикотила йому яблуко, але коли карета вирушала в дорогу, зламалася шпилька, як і будь-яка шпилька, яку вони замінили. Констебль каже, що якщо вони позичили кочергу у Головної покоївки, це буде, і вони це роблять, і це так.
Але днище автобуса зламалося, як і будь-яке дно, яким його замінили. Клерк каже, що якщо вони позичили двері у Головної покоївки, це витримає, і вони так і роблять, і це так.
Але тоді коні не тягнули, як би їх не шмагали. Шериф каже, що якщо вони позичили теля у Головної покоївки, то воно потягне карету, і вони так і роблять, і воно потягне.

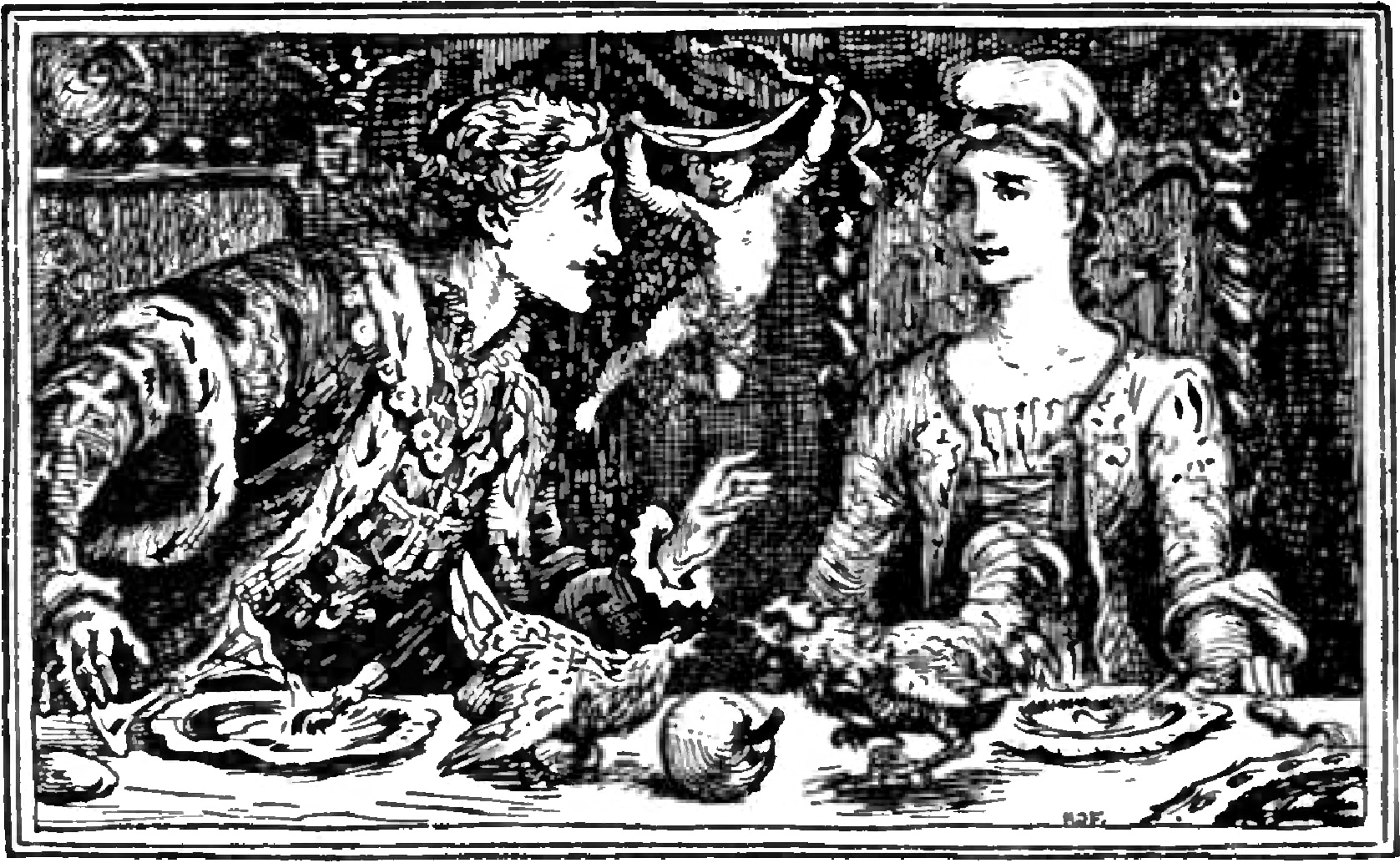
Принц згадує свою справжню наречену, Головну покоївку. Ілюстрація Генрі Джастіса Форда до «Блакитної казкової книги» Ендрю Ленга (1889).

Принц наполягає на запрошенні на весільний бенкет Головної служниці.
Головна служниця кладе на стіл золоте яблуко, а потім золотих курчат, які починають битися за яблуко. Принц коментує це, і Головна служниця каже, що так само, як вони боролися, щоб втекти від велетня, і його пам'ять відновилася, тому він одружується на Головній служниці замість сестри нареченої. Сестру нареченої вбивають за те, що вона відьма.

## Аналіз

### Казковий тип
Джозеф Джейкобс у своїх анотаціях до казки Головна покоївка у Europa's Fairy Book прокоментував, що казка є «однією з найдавніших і найпоширеніших казок у світі», оскільки «історія в цілому поширена від Америки до Самоа, від Індії до Шотландії». Ендрю Ленг повторив давність і широке розповсюдження казки у своєму есе «Казка про далекі подорожі».
Фольклорист Стіт Томпсон зазначив, що формула казки ATU 313 часто поєднується з казкою ATU 400, «Діва-лебідь» або «Розшук загубленої дружини», і підтвердив глобальне поширення казки. Хоча ця казка має універсальну привабливість, оскільки її збирають з усього світу, найбільше варіантів, здається, було зафіксовано в Ірландії, із 515 версіями.
Цей тип казки класифікується в Індексі Аарне-Томпсона-Утера як ATU 313, «Чарівний політ», оскільки герой і жінка-помічниця втікають від антагоніста шляхом трансформації або використання магічного об'єкта, щоб перешкодити своїм переслідувачам. Він також може бути відомий як «Дочка диявола», тому що герою допомагає дочка лиходія.

### Мотиви
Згідно з Вальтером Пухнером, у підтипі «Забута наречена» героїня використовує пару птахів (курку та півня), щоб збудити пам'ять принца в скандинавських варіантах.

## Паралелі

### У міфології
Учені вказують на те, що казка про чарівний політ також трапляється в грецькому міфі про героя Ясона та чарівницю Медею, коли вони втікають наприкінці епічного пошуку золотого руна.

### У літературі
Стіт Томпсон також вказав на паралельну історію в «Океані сказань» індійської літературної традиції.
Учені припустили, що мотив чарівного польоту з дочкою/служницею лиходія також можна знайти в епічній поемі Вальтарія.
Французький фольклорист Поль Деларе зазначив, що можливий попередник Вільяма Шекспіра «Буря, Комедія прекрасної Сідеї» німецького драматурга Джейкоба Ейрера нагадувала частини шотландських версій типу казки.

## Варіанти
У реконструйованій протоформі, написаній Джозефом Джейкобсом, велетень обманом змушує короля віддати йому свого сина, вимагаючи як плату того, хто першим зустрінеться з ним, коли він повернеться, а Головна покоївка виграє шлях до принца не тим, що ремонтує карету, а шляхом обману, проникаючи в кімнату принца, як у «На схід від Сонця і на захід від Місяця».
Ця казка представлена в книзі казок Едуарда Рене де Лабуле під назвою «Івон і Фінет». Там сестра нареченої насправді є хрещеною матір'ю велетня, який після возз'єднання закоханих тікає із замку. Також молода дівчина використовує різні артефакти.
У сербському варіанті «Золоторуний баран» титулована істота вбиває батька героя, але за нього мститься його син. Коли сусідній король бажає заволодіти золотим руном, його міністр ставить перед юнаком нездійсненні завдання, які він виконує за допомогою молодої дівчини. Дивно, але герой не одружується на своїй помічниці, а натомість на іноземній принцесі, яку він приводить до короля як останнє завдання. Французький автор Едуард Лабуле включив переклад під назвою «Золоте руно», джерелом якого була публікація Вука Стефановича (Вука Караджича). У цій казці героя звуть Стоян, син Янка Лазаревича, а допомагає йому Віла, фея слов'янського фольклору. Король змушує Стояна за одну ніч побудувати виноградник, вежу зі слонової кістки (схожу на вежу в Смірні) і привести йому принцесу Ост-Індії.
Незважаючи на назву «Головна покоївка», дівчина, яка допомагає герою втекти, може бути дочкою або однією з дочок велетня. У варіантах, де антагоніст має більше однієї дочки, сестри дівчини також виступають перешкодою, якої герой і героїня повинні остерігатися.
У «Бурому ведмеді з Норвегії», варіанті «На схід від Місяця і на захід від Сонця», героїні також доводиться розправлятися з нахабними слугами, коли вона опиняється в замку, де живе принц, і не може туди потрапити.
У дослідженні початку 20-го століття норвезький фольклорист Рейдар Торальф Крістіансен заявив, що лише в Норвегії варіантів казки було «надто багато» і що «відомо близько 50 версій».

## Спадщина
Майстер Мньо — це назва казки типу ATU 313 в Ørnulf Hodne Типи норвезької народної казки.

## Виноски
1. ↑  The Samoan version contains the killing of the maiden to perform her father's task, the throwing of a comb to create an obstacle for their pursuers, and the forgetting of the bride after they escape from her father.[2]